# مولگریو
مولگریو (به انگلیسی: Mulgrave, Nova Scotia) یک شهرک در کانادا است که در گویس بورو واقع شده‌است.

## خصوصیات
مولگریو ۱۷٫۸۱ کیلومترمربع مساحت و ۷۹۴ نفر جمعیت دارد و ۴۸ متر بالاتر از سطح دریا واقع شده‌است.